# Vandamchay
Vandamchay (azerbajdzjanska: Vəndamçay) är ett vattendrag i Azerbajdzjan. Det ligger i den centrala delen av landet, 180 km väster om huvudstaden Baku.
Omgivningarna runt Vandamchay är en mosaik av jordbruksmark och naturlig växtlighet. Runt Vandamchay är det ganska tätbefolkat, med 58 invånare per kvadratkilometer.